# Fryderyk

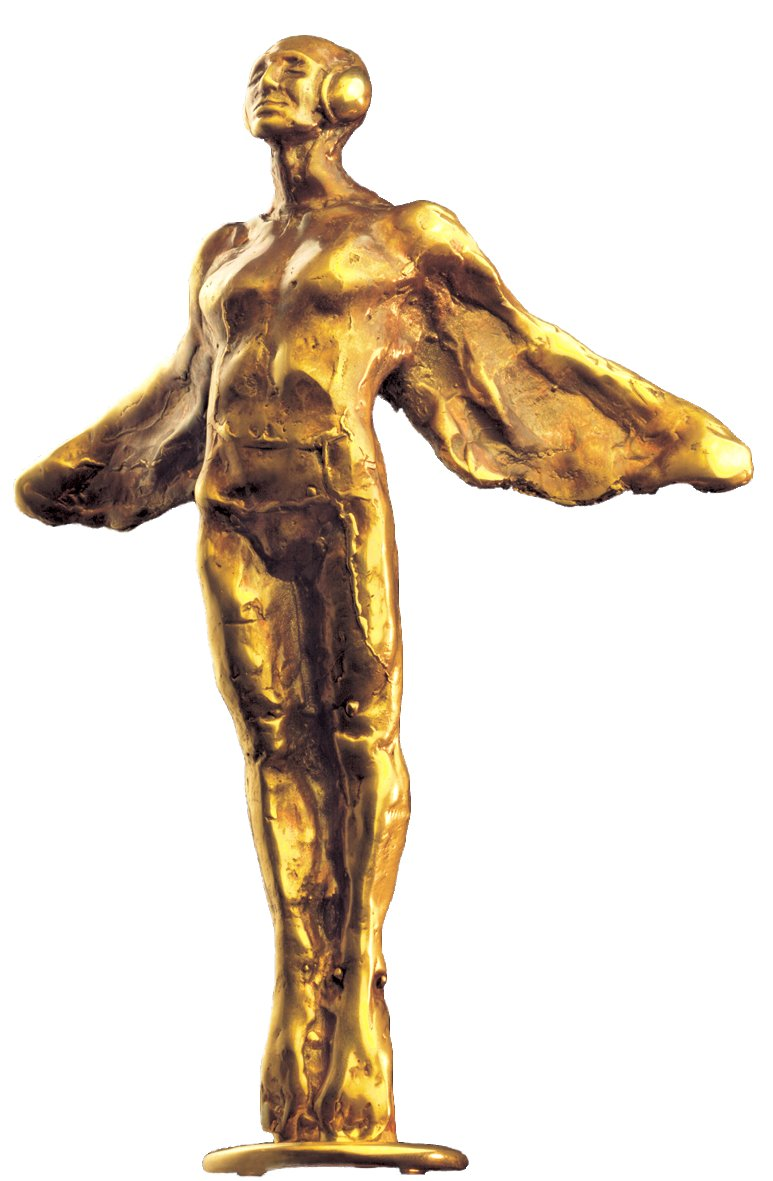
Fryderyk

Fryderyk là giải thưởng âm nhạc thường niên của Ba Lan. Tên giải thưởng được đặt theo tên của nhà soạn nhạc nổi tiếng người Ba Lan Frédéric Chopin. Ở Ba Lan, giải thưởng này được xem trọng như Giải Grammy của Mỹ và Giải Brit của Vương quốc Anh.

## Trao giải
Giải thưởng được trao tặng lần đầu tiên vào năm 1995 bởi Hiệp hội Công nghiệp Ghi âm Ba Lan (Związek Producentów Audio-Video, ZPAV). Hiện nay, giải thưởng này được trao cho các nghệ sĩ thông qua sự bầu chọn của một hội đồng giám khảo khoảng 1000 người (nghệ sĩ, nhà báo và chuyên gia trong ngành âm nhạc). Giải thưởng được trao vào tháng 3 hàng năm.

## Tượng
Nét đặc trưng của tượng Fryderyk là hình ảnh đôi cánh, cánh tay duỗi ra phía sau và có tai nghe do nhà điêu khắc Dorota Dziekiewicz-Pilich thực hiện.

## Danh mục
Kể từ khi giải được thành lập vào năm 1994, các hạng mục mới thường xuyên được bổ sung. Ngày nay, giải có thể được chia thành ba nhóm chính: Nhạc đại chúng, nhạc cổ điển và nhạc jazz.

### Nhạc đại chúng
- Nhà sản xuất âm nhạc của năm
- Thiết kế album đẹp nhất
- Nhà soạn nhạc của năm
- Nữ ca sĩ của năm
- Nam ca sĩ của năm
- Album nước ngoài hay nhất
- Album của năm - Dân ca/ Nhạc thế giới
- Album của năm - Nhạc thơ
- Album của năm - Rock
- Album của năm - Blues
- Album của năm - Heavy Metal
- Album của năm - Dance/ Nhạc điện tử
- Album của năm - Hip hop/ R&B
- Album của năm - Alternative
- Album của năm - Pop
- Album của năm - nhạc phim/ Nhạc minh họa
- Bản thu âm đầu tay của năm
- Video âm nhạc của năm
- Bài hát của năm

### Nhạc cổ điển
- Album của năm - Nhạc hợp xướng
- Album của năm - Nhạc oratorio và opera
- Album của năm - Nhạc thính phòng
- Album của năm - Nhạc giao hưởng
- Album của năm - Nhạc hòa tấu
- Album của năm - Nhạc độc tấu
- Album của năm - Nhạc đương đại
- Album Ba Lan xuất sắc nhất ở nước ngoài
- Album ra mắt hay nhất
- Bản thu âm nhạc Ba Lan xuất sắc nhất

### Nhạc jazz
- Nghệ sĩ nhạc jazz của năm
- Album nhạc jazz của năm
- Bản thu âm nhạc jazz đầu tay của năm

## Nghệ sĩ được trao giải nhiều nhất

### Nhạc đại chúng
1. Kasia Nosowska (của ban nhạc Hey): 21 giải thưởng, 53 đề cử.
2. Grzegorz Ciechowski (của ban nhạc Republika): 11 giải thưởng, 24 đề cử.
3. Kayah: 8 giải thưởng, 32 đề cử.
4. Grzegorz Turnau: 8 giải thưởng, 19 đề cử.
5. Ban nhạc Myslovitz: 7 giải thưởng, 30 đề cử.
6. Ban nhạc Raz, Dwa, Trzy: 7 giải thưởng, 17 đề cử.
7. Ania Dąbrowska: 7 giải thưởng, 15 đề cử.

Lưu ý: Giải thưởng cho nghệ sĩ cá nhân có thể bao gồm giải thưởng cho ban nhạc của họ và ngược lại.

### Classical Music
1. Dàn nhạc giao hưởng quốc gia Warszawa: 5 giải thưởng, 22 đề cử.
2. Sinfonia Varsovia: 5 giải thưởng, 22 đề cử.
3. Janusz Olejniczak: 5 giải thưởng, 12 đề cử.
4. Jerzy Maksymiuk: 4 giải thưởng, 12 đề cử.
5. Jadwiga Rappé: 4 giải thưởng, 9 đề cử.

### Jazz
1. Tomasz Stańko: 8 giải thưởng, 9 đề cử.
2. Marcin Wasilewski (nhạc sĩ): 6 giải thưởng, 8 đề cử.
3. Piotr Wojtasik: 2 giải thưởng, 6 đề cử.
4. Andrzej Jagodzinski: 2 giải thưởng, 4 đề cử.
5. Henryk Miśkiewicz: 1 giải thưởng, 8 đề cử.
6. Jarek Smietana: 1 giải thưởng, 6 đề cử.

## Album nước ngoài hay nhất
Hạng mục này thể hiện sự đón nhận của công chúng Ba Lan đối với các nghệ sĩ quốc tế. Giải thưởng được trao lần cuối vào năm 2012, và những nghệ sĩ được trao giải là:
- 1994: Pink Floyd – The Division Bell
- 1995: Queen – Made in Heaven
- 1996: George Michael – Older
- 1997: Rolling Stones – Bridges To Babylon
- 1998: Madonna – Ray of Light
- 1999: Santana – Supernatural
- 2000: U2 – All That You Can't Leave Behind
- 2001: Leonard Cohen – Ten New Songs
- 2002: Red Hot Chili Peppers – By The Way
- 2003: Dido – Life for Rent
- 2004: Prince – Musicology
- 2005: Coldplay – X & Y
- 2006: Red Hot Chili Peppers – Stadium Arcadium
- 2008: Foo Fighters – Echoes, Silence, Patience & Grace
- 2009: Erykah Badu – New Amerykah, Part One
- 2010: Alice in Chains – Black Gives Way to Blue
- 2011: Kings of Leon – Come Around Sundown
- 2012: Adele – 21